# 山姆会员商店

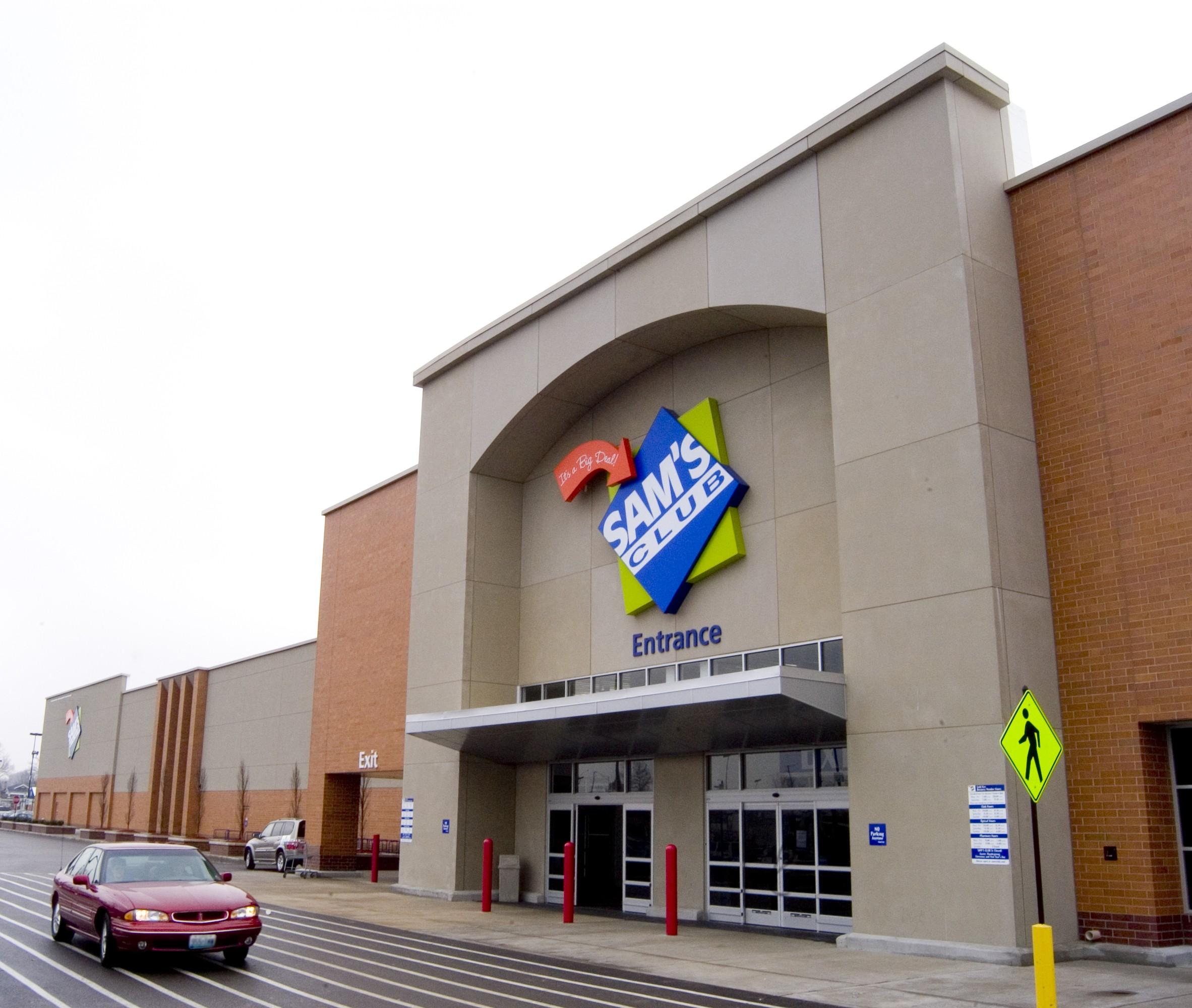
位于密苏里的门店

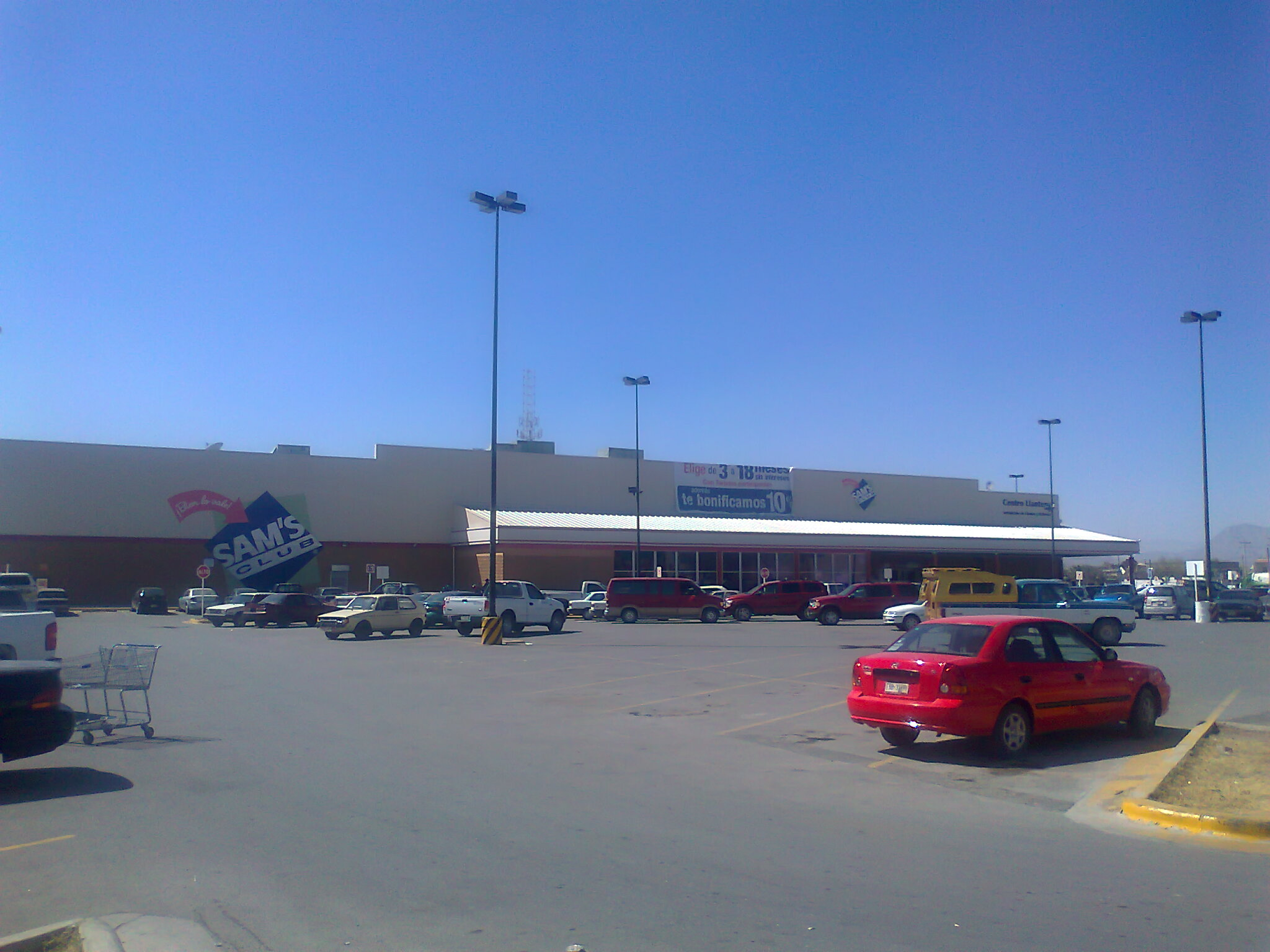
位于墨西哥的门店

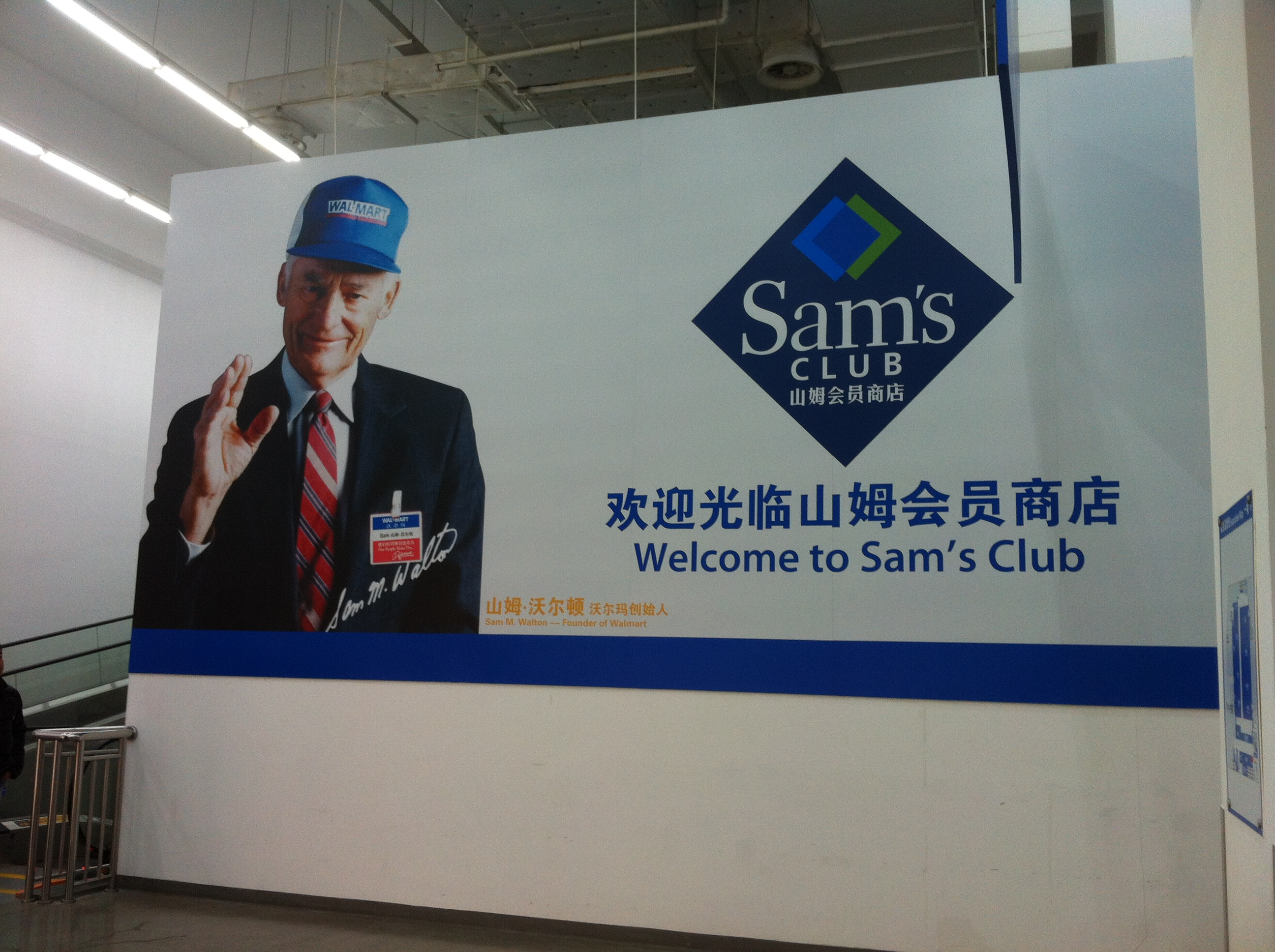
位于苏州的门店

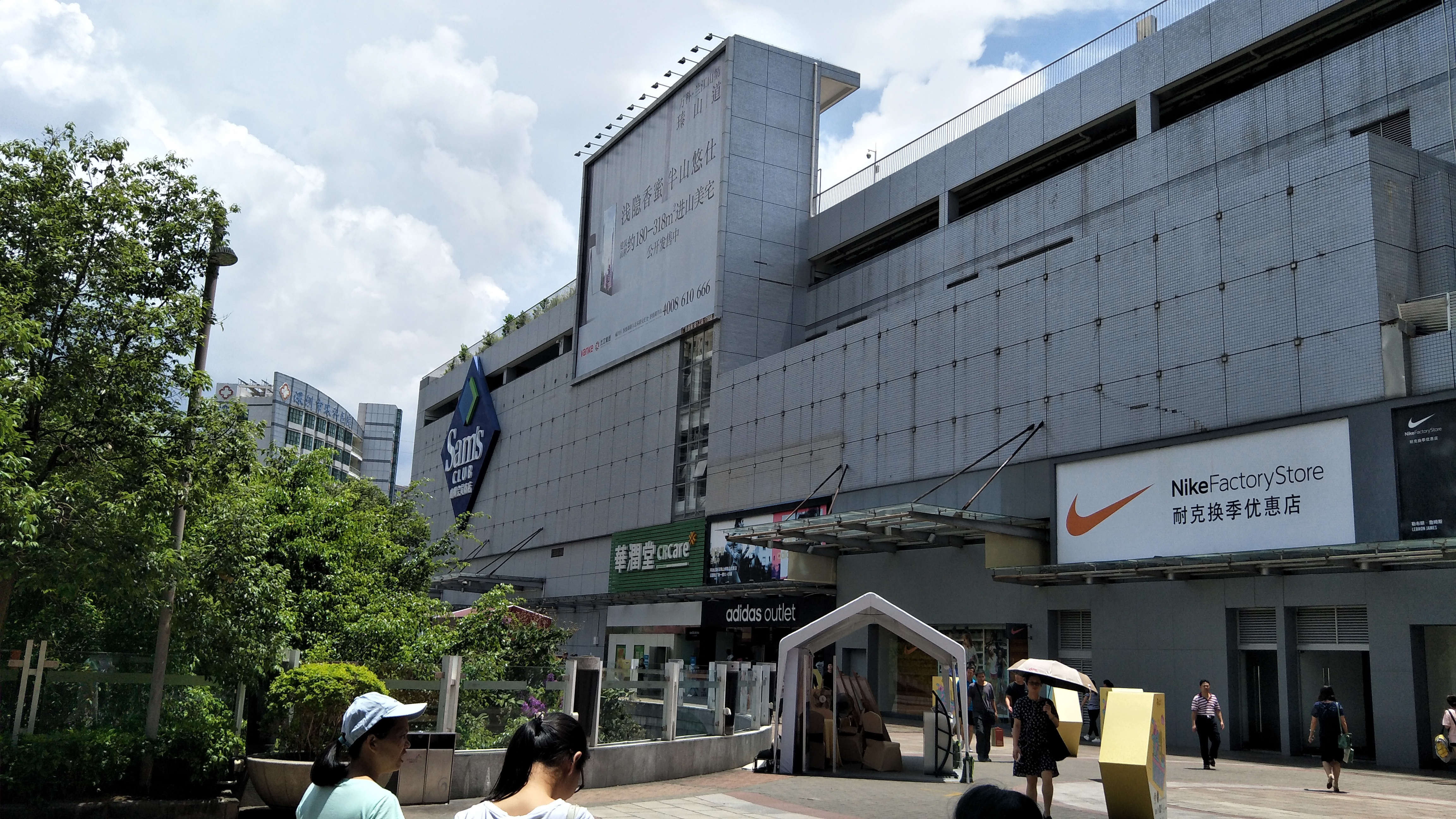
位于深圳印力中心的门店，這是山姆在中國第一家門店

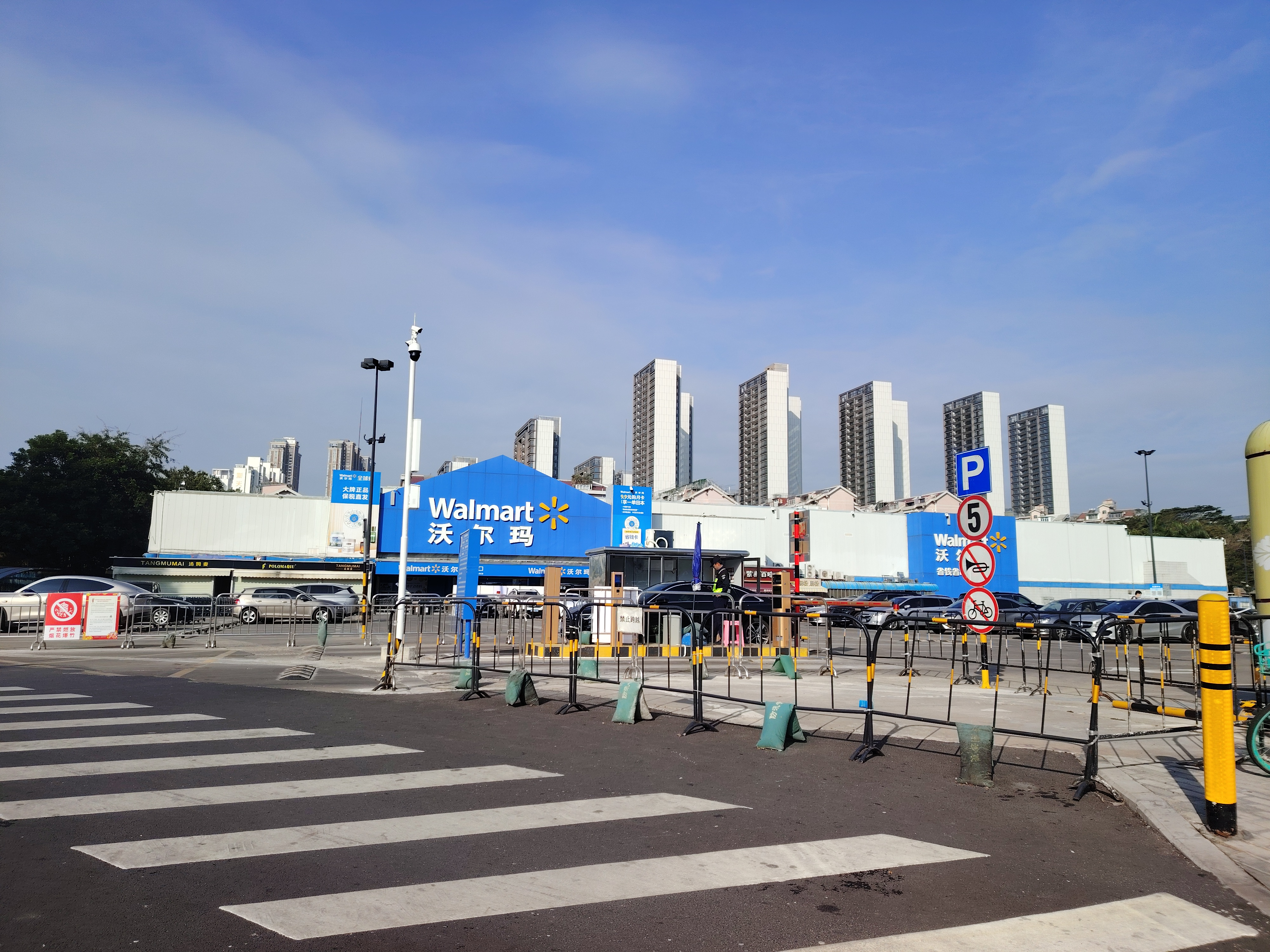
沃尔玛深圳景田店，前身是山姆会员商店在中国的首家门店

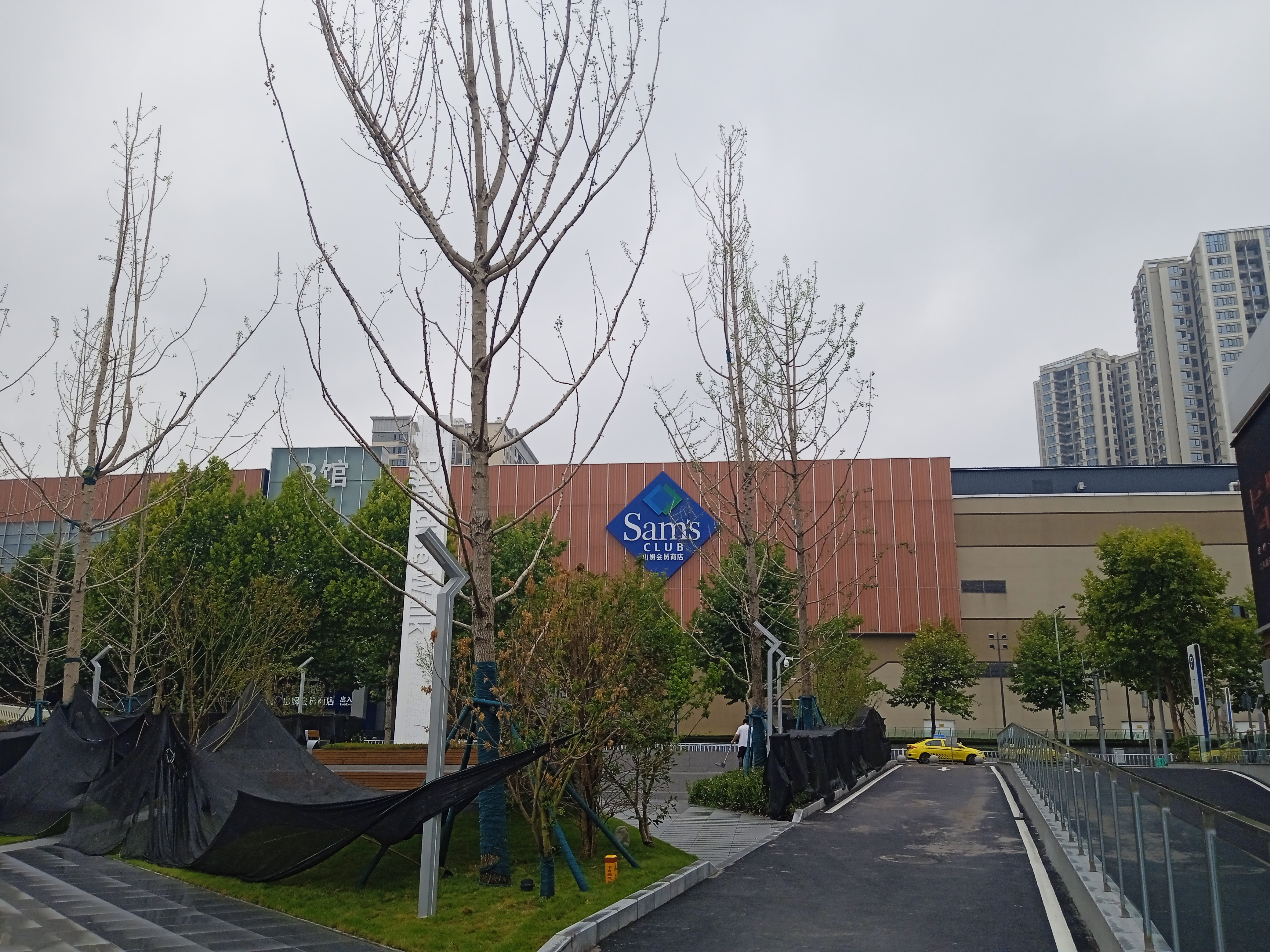
位于重庆的门店

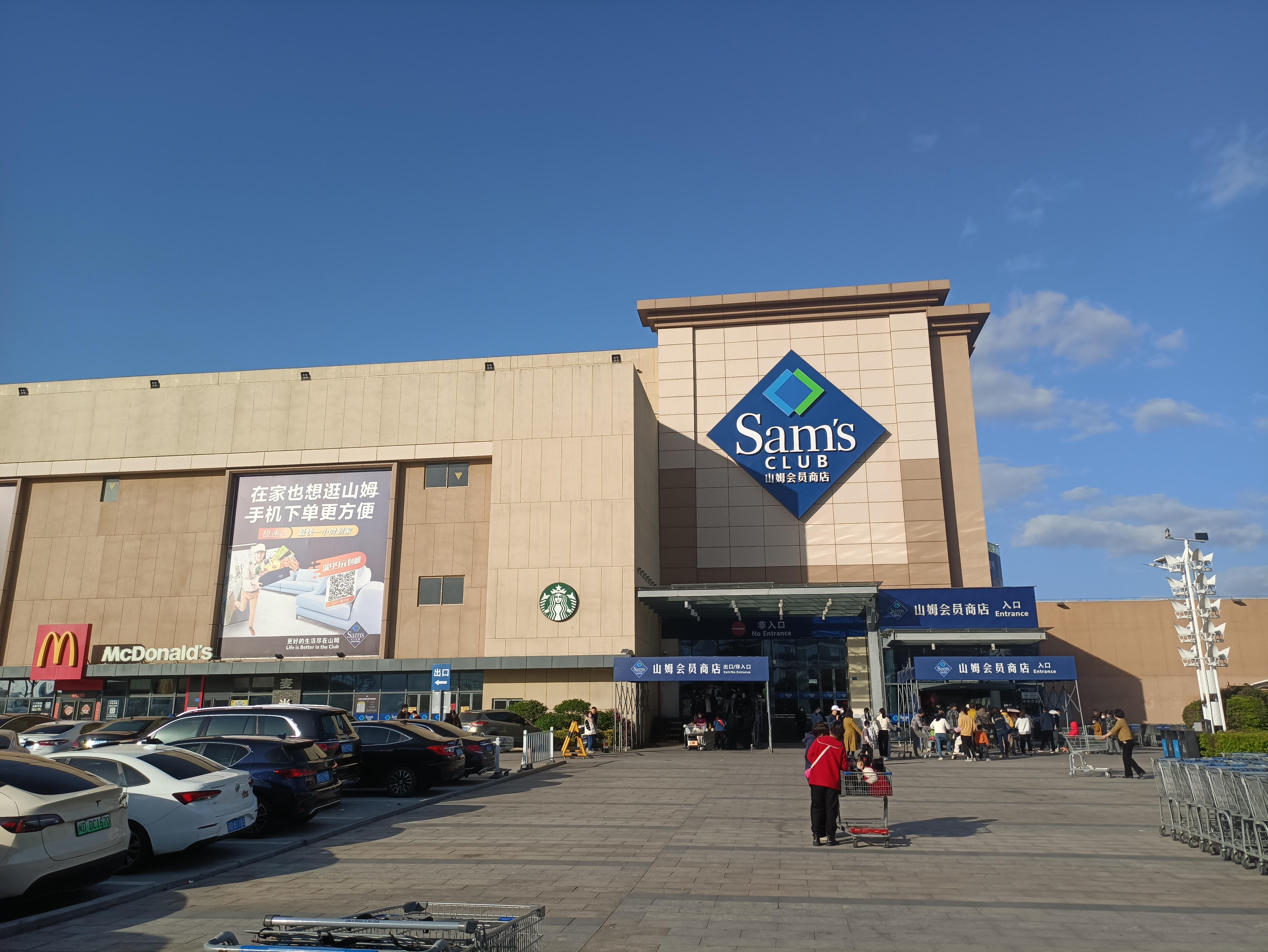
位于厦门的门店

山姆会员商店，简称山姆会员店、山姆店或山姆超市（英語：Sam's Club），是美国零售商沃尔玛（Walmart）公司旗下的仓储式商店，于1983年成立，以沃尔玛创始人山姆·沃尔顿（Sam Walton）命名。
截至2012年，山姆会员商店在美国拥有4700万会员，为美国第8大零售商。截至2016年5月，其在美国的门店数量达到656家，遍及本土48州；境外方面，波多黎各拥有11家门店，巴西拥有13家门店，中国大陆则拥有超过50家门店（分别位于深圳、北京、广州、上海、珠海、福州、厦门、武汉、长沙、南京、常州、苏州、南通、南昌、沈阳、大连、成都、天津、杭州、宁波、重庆、南宁、惠州、无锡、东莞等地）。山姆会员商店各店铺的面积为6,500-17,700平方米不等，平均面积为12,400平方米。其在美国的竞争对手为开市客（Costco）。

## 历史
第一家山姆会员商店于1983年4月7日在美国俄克拉荷马州成立。此后，其业务拓展至美国、加拿大、波多黎各、墨西哥、巴西、中国大陆等多个国家，1996年山姆在深圳福田开设其中国大陆首家门店。2009年2月26日，由于经营欠佳，沃尔玛加拿大公司宣布关闭6家设在加拿大境内的山姆会员商店。
山姆会员商店门店面积相对较大，拥有整齐的货架，主要销售国内外一线品牌商品，还包括进口和独家销售的商品，其自有品牌为Member's Mark，另外，山姆会员商店还拥有网上购物服务。

## 会籍制度
在美国本土，山姆会员商店拥有三种会籍，包括Business（商务）、Savings和Plus，每年需缴付一定的年费，其中Savings是最全面的会员计划；而在中国大陆则拥有商业会员、个人普通会员（年费260元人民币/年）、个人卓越会员（年费680元人民币/年）三种会籍，其中个人普通会员及个人卓越会员均赠送亲友卡一张。会员卡主卡仅限本人使用，会籍为全球通用，但亲友卡不可享有主卡的各种优惠权益（如主卡优惠券、卓越主卡积分及专属服务等）。

## 相关事件

### 中國大陸
2021年12月，山姆会员商店被指针对性下架新疆产品，在中国大陆引发争议。中国大陆多地出现“退卡潮”，大批山姆原会员退出、不再购买山姆任何产品。 中央纪委国家监委网站发文称，山姆会员店恶意下架新疆产品是“吃饭砸锅”的行为。不久后，山姆会员商店低调恢复了对原产自新疆的产品的销售。
2023年1月17日，一位来自深圳的网民发帖称，家人几日前曾在山姆福田店买了一盒冷冻小章鱼，打开发现里面有一只剧毒蓝环章鱼。1月18日，山姆方面回应称，对供应商的产品严格执行进货查验制度。深圳市市场监督管理局官方微博发布通报称，该局已快速启动现场核查工作。1月20日，深圳市市场监督管理局通报称，福田山姆会员店可出示章鱼产品供应商和生产厂家的营业执照、食品生产许可证、检验报告等索证索票资料，资质齐全，未发现福田山姆会员店存在违反法律法规的情况。对全市27家山姆和沃尔玛门店的货架和库房进行排查，未发现有“蓝环章鱼”。
2023年5月，一网民在社交平台上发帖称，山姆会员商店线上商城一款名为“The Cheesecake Factory 美国进口原味干酪蛋糕 1.7kg”在杭州地区售卖价格为165.9元，而同款产品在上海地区的价格则为95.1元。山姆会员商店官方客服表示，由于不同城市会受到成本、市场情况、以及优惠活动等多种因素的影响，价格也会有所调整，从而存在些许差异。有律师认为，同款蛋糕不同地区售价不同的情况是否存在不正当价格行为，需要根据具体的事实和证据来判断。
2025年7月，山姆超市上架好丽友、卫龙、溜溜梅、盼盼等普通商超常见的大众品牌，引发部分会员强烈不满。此次入选山姆货架的商品中，有不少为“改头换面”的品牌，如盼盼法式小泡芙采用全英文“panpan”标识，洽洽瓜子变身“chacheer”。此外，一直在山姆畅销的MRDONNY智利西梅干也改成溜溜梅的智利无核西梅干，份量不变，同样是独立包装，售价也维持在56.9元。针对此次选品争议，山姆方面回应称消费者意见“已纳入后续选品策略考量”，而山姆会员店App也下架了部分引发争议的产品。